# 氰化镁
氰化镁是一种无机化合物，化学式为Mg(CN)2，它是有毒的白色固体，具有线性NC-Mg-CN结构。它在500 °C分解为氮化镁。它也可以和水反应，生成氢氧化镁。。
镁和氰化氢在−30 °C氨中反应，可以得到氰化镁的氨合物，它在180 °C脱氨，得到氰化镁。